# Dorneck-Thierstein

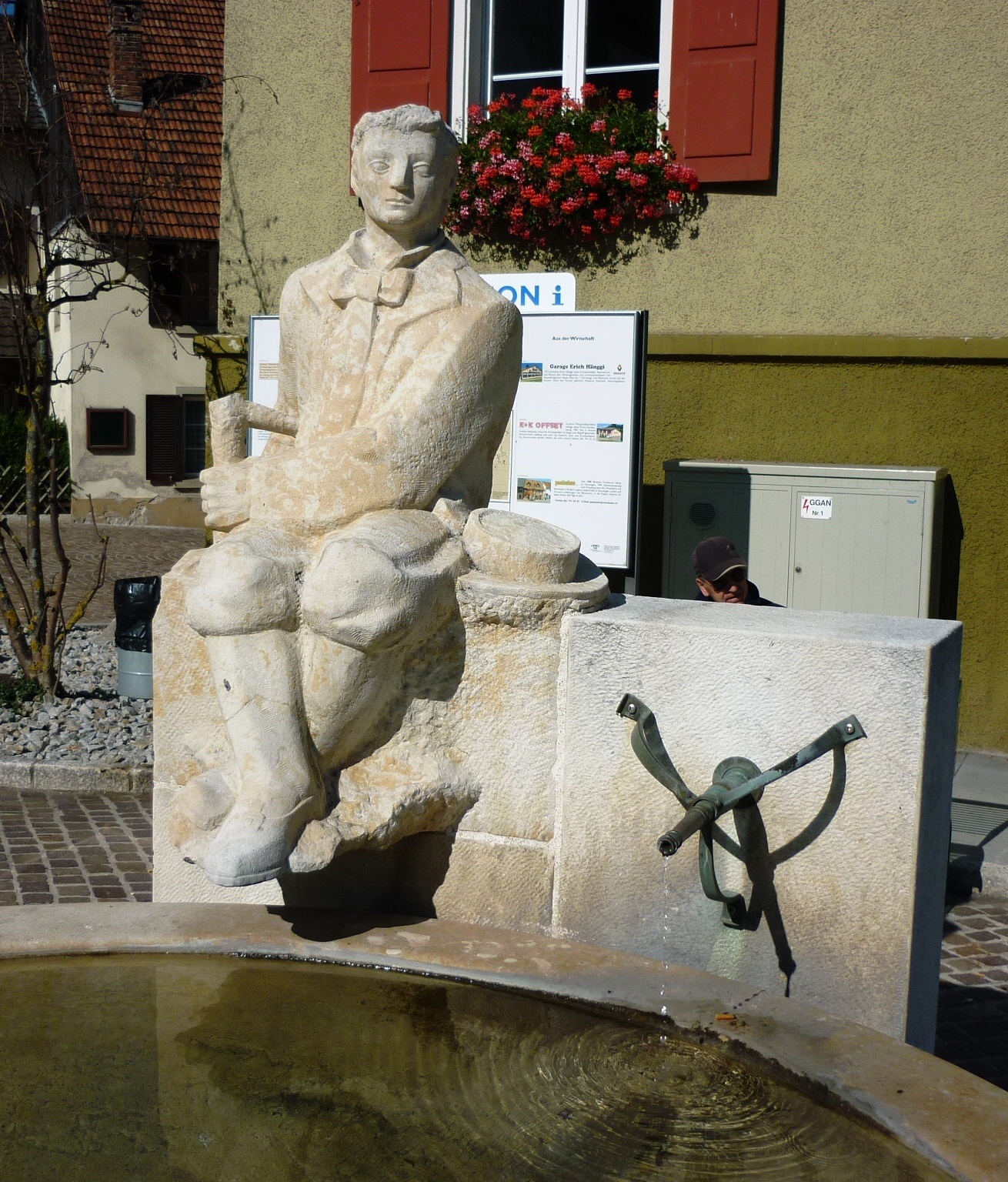
Schwarzbubenbrunnen i Nunningen.

Dorneck-Thierstein är ett amt (Amtei) i kantonen Solothurn i Schweiz. Amtet, som består av distrikten Dorneck och  Thierstein, har 32 600 invånare.
Området kallas allmänt för Schwarzbubenland. Ordet "Schwarzbub" är känt sedan år 1813. Det var då en nedsättande beteckning som antas syfta på smuggling till Frankrike under revolutionstiden.

## Geografi
Amtet omfattar områden på nordsidan av Passwang-massivet liksom två exklaver vid gränsen mellan Schweiz och Frankrike. Till största delen är det ett bergsland i Jurabergen som genomskärs av Birs och dess biflödens kanjoner.

## Förvaltning
Amtets domstol ligger i Dornach. Förvaltningskontoren är fördelade mellan Breitenbach och Dornach.
Amtet fungerar som valkrets till Solothurns kantonsparlament (Kantonsrat) med 13 mandat, fördelade enligt nedan på partierna vid valet 2017:
- Schweiz kristdemokratiska folkparti: 4
- FDP. Liberalerna: 4
- Schweiziska folkpartiet: 2
- Socialdemokraterna (Schweiz): 2
- Schweiz gröna parti: 1

## Kommuner
Dorneck-Thierstein består av 23 kommuner. Elva av dessa ligger i Dorneck och tolv i Thierstein.

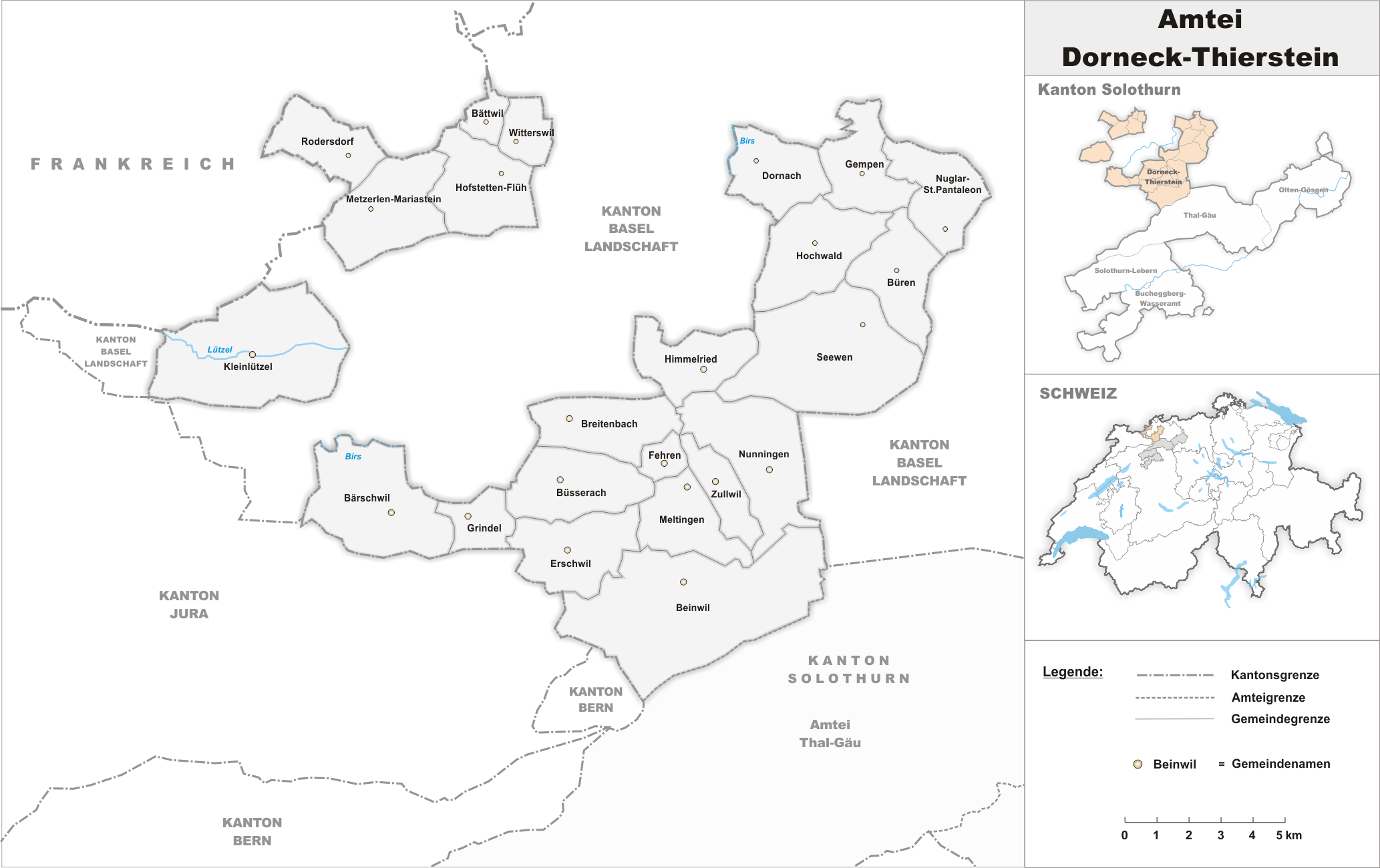
Kommunindelning i Dorneck-Thierstein